# Катар-Юрт
Катар-Юрт или Катыр-Юрт (чечен. Котар-Йурт) — село в Ачхой-Мартановском районе Чеченской Республики.
Административный центр Катар-Юртовского сельского поселения.

## География
Село расположено в междуречье рек Шалажа и Нетхой, в 3 км к юго-востоку от районного центра Ачхой-Мартан и в 30 км к юго-западу от города Грозный.
Ближайшие населённые пункты: на северо-востоке — Шаами-Юрт и Валерик, на северо-западе — райцентр Ачхой-Мартан, на юге — Шалажи, на юго-востоке — Гехи-Чу, на юго-западе — Янди, на западе — Бамут, на востоке — Гехи.

## История
Существует зафиксированное чеченским краеведом А. С. Сулеймановым предание, согласно которому из Цеча-Ахки часть жителей переселилась немного западнее — ближе к Верхнему Алкуну, и основало здесь селение Катаргаштие (чеч. Катаргаштӏие), но из-за «земельного голода» они выселились на плоскость и основали здесь новое село — Катар-Юрт.
В 1944 году, после выселения чеченцев и ликвидации ЧИ АССР, селение Катыр-Юрт было переименовано в Тутово. В 1958 году указом Президиума Верховного Совета РСФСР селение Тутово было переименовано в Катыр-Юрт.
Во время Второй чеченской войны, с 4 по 7 февраля 2000 года, село бомбила российская авиация. В результате, по разным данным, было убито от 46 до 167 человек более половины из которых были мирными жителями. В решении от 2 декабря 2010 года Европейский суд по правам человека обязал Россию выплатить 1.720.000 € жертвам бомбардировки Катыр-Юрта — 29 заявителям в компенсацию за их раны или смерть близких.
В этом селе 20 января 2021 года силовиками была уничтожена последняя активная группа чеченских сепаратистов, которая состояла из шести человек. Её возглавлял Аслан Бютукаев.

## Население
| 1979    | 1990    | 2002    | 2010    | 2012    | 2013    | 2014    |
| ------- | ------- | ------- | ------- | ------- | ------- | ------- |
| 6120    | ↗7562   | ↗9182   | ↗12 806 | ↗13 121 | ↗13 342 | ↗13 558 |
| 2015    | 2016    | 2017    | 2018    | 2019    | 2020    | 2021    |
| ↗13 788 | ↗14 005 | ↗14 157 | ↗14 324 | ↗14 556 | ↗14 720 | ↗15 199 |
| 2023    | 2024    |         |         |         |         |         |
| ↗15 402 | ↗15 541 |         |         |         |         |         |